# Caligula sillemi
Caligula sillemi är en fjärilsart som beskrevs av Eugène Louis Bouvier 1935. Caligula sillemi ingår i släktet Caligula och familjen påfågelsspinnare. Inga underarter finns listade i Catalogue of Life.